# کارانای (باشقیرستان)
کارانای (انگلیسی: Karanay, Republic of Bashkortostan) یک شهرک در شهرستان بوزدیاکسکی باشقیرستان کشور روسیه است.